# Oppala (nordöstra delen)
Oppala (nordöstra delen) var före 2015 en av SCB avgränsad och namnsatt småort i Oppala i Gävle kommun. Vid 2015 års avgränsning klassades den som en del av tätorten Björke.